# 第16裝甲師 (德國國防軍)
第16裝甲師（德语：16. Panzer-Division）是二戰德国国防軍的一個师。它於1940年11月由第16步兵師組建而成。它參加了1941年6月入侵蘇聯的巴巴羅薩行動，在東部戰線的南部地區作戰。1942年11月蘇軍發動攻勢後，該師被困在斯大林格勒，並於1943年2月投降。1943年下旬德国組建了新的第16裝甲師，並被派往意大利抵御盟军的入侵。該師於1943年11月被送回東線，再次參加了南部地區的行動，參加了科爾孫-切爾卡瑟口袋的救援行動，并参加了卡梅涅茨-波多爾斯基口袋战役。它最終於1945年5月向駐紮在捷克斯洛伐克的蘇聯和美國軍隊投降。